# Otto-Laporte-Preis
Der Otto Laporte Award wurde jährlich 1972 bis 2003 von der American Physical Society für Arbeiten in Hydrodynamik verliehen. Seit 2004 ist er im Hydrodynamik-Preis der American Physical Society aufgegangen. Er ist nach Otto Laporte benannt.

## Preisträger
- 1972 Richard G. Fow
- 1973 Chia-Chiao Lin
- 1974 Johannes Martinus Burgers
- 1975 Russell J. Donnelly
- 1976 George F. Carrier
- 1977 Yuan-Cheng Fung
- 1978 Cecil E. Leith Jr.
- 1979 Stanley Corrsin
- 1980 R. Byron Bird
- 1981 Howard Emmons
- 1982 Peter Wegener
- 1983 John W. Miles
- 1984 James Lighthill
- 1985 Hans Liepmann
- 1986 Milton Van Dyke
- 1987 J. Trevor Stuart
- 1988 Akiwa Moissejewitsch Jaglom
- 1989 Chia-Shun Yih
- 1990 Tony Maxworthy
- 1991 Steven Orszag
- 1992 William C. Reynolds
- 1993 Robert Kraichnan
- 1994 Philip G. Saffman
- 1995 Katepali R. Sreenivasan
- 1996 Donald Coles
- 1997 Marvin Goldstein
- 1998 David Crighton
- 1999 Eli Reshotko
- 2000 Hassan Aref
- 2001 John Kim
- 2002 Andrea Prosperetti
- 2003 Norman Zabusky